# Бота, Питер Виллем
Пи́тер Ви́ллем Бо́та (африк. Pieter Willem Botha, англ. Peter Willem Botha; 12 января 1916, Поль-Ру, Оранжевое Свободное Государство, ЮАС — 31 октября 2006, Уилдернесс, Западно-Капская провинция, ЮАР, известен также как PW и Большой Крокодил (африк. Die Groot Krokodil, англ. The Big Crocodile) — южноафриканский политический и государственный деятель времён апартеида, в 1978—1984 годах — премьер-министр, в 1984—1989 годах — государственный президент ЮАР. Проводил политику африканерского национализма и антикоммунизма, жёстко отстаивал интересы белой общины. Осуществил конституционную реформу, установившую авторитарную президентскую власть. В то же время инициировал реформы, впоследствии переросшие в демонтаж системы апартеида. После отставки резко критиковал политику преемников.

## Происхождение
Родился в хуторе Поль-Ру (Оранжевое Свободное Государство), в семье небогатого африканера-фермера. Питер Виллем Бота-старший — отец Питера Боты — участвовал в англо-бурской войне, воевал против англичан в диверсионно-десантном отряде. Хендрина Кристина Бота (урождённая де Вет) — мать Питера Боты — содержалась во время войны в британском концентрационном лагере. Семейное воспитание было проникнуто бурскими традициями и идеологией африканерского национализма.
Начальное образование получил в школе Поль Ру. Затем учился в Бетлехеме в школе африканерской молодёжной организации Фуртреккерс, где был избран председателем школьного дискуссионного клуба. В 1934 году благодаря помощи влиятельных деятелей Национальной партии (НП) поступил в Университетский колледж (ныне Университет Свободного государства) в Блумфонтейне, однако прекратил учёбу через 2 года. Был членом Национальной ассоциации студентов африкаанс. Работал репортёром африканерской газеты Die Volksblad. Учился на юриста, но прервал образование ради политической карьеры.

## Начало в политике
Вступил в Национальную партию. Проявлял активность и организаторские способности. Лично Даниэль Франсуа Малан назначил Питера Боту политическим организатором НП в Капской провинции. Бота также состоял в тайном обществе Брудербонд.
Придерживался крайнего африканерского национализма, белого расизма и антикоммунизма, был сторонником независимости Южной Африки на принципах Брудербонда. В преддверии Второй мировой войны Питер Бота вступил в пронацистскую военизированную организацию Оссевабрандваг. Однако после военных поражений нацистской Германии дистанцировался от организации. Осуждал Оссевабрандваг за недостаточно христианское мировоззрение.

## На правительственных постах

### Партийный консерватор
В 1946 году возглавил молодёжную организацию НП. В 1948 году занял пост главного секретаря НП в Капской провинции и был избран в парламент. Руководил информационно-пропагандистским аппаратом НП.
С 1958 года практически непрерывно занимал министерские посты в правительствах Хендрика Фервурда и Балтазара Форстера.
- 1958—1961 — заместитель министра внутренних дел ЮАР.
- 1961—1966 — министр ЮАР по делам цветных, коммунального развития и жилищного строительства.
- 1964—1966 — министр общественных работ ЮАР.
- 1966—1978 — руководитель правящей НП в Капской провинции.
- 1975 — председатель Палаты собрания парламента ЮАР.
- 1966—1980 — министр обороны ЮАР.

Принадлежал к крайне правому крылу НП. Отличался ультраконсервативными взглядами, считался фанатичным приверженцем Фервурда. Будучи министром по делам цветных и министром общественных работ, проводил в жизнь жёсткие решения, в том числе принудительные выселения. Выступал за неукоснительное проведение в жизнь норм апартеида внутри страны, преследование Африканского национального конгресса (АНК) и Южно-Африканской компартии. Во внешней политике был сторонником активной наступательной позиции.

### Министр обороны
За 14 лет его пребывания на посту министра обороны Южно-Африканские силы обороны достигли апогея своей мощи. Расходы на оборону возросли до 20 % национального бюджета (по сравнению с 1,3 % в 2009 году). В 1974—1977 годах Бота как министр обороны курировал ядерную программу ЮАР. Были произведены шесть ядерных зарядов, оборудован испытательный полигон в Калахари. Только резкие международные протесты вынудили отказаться от испытаний. Демонтаж произведённых зарядов был осуществлён лишь в начале 1990-х.
Сухопутные войска и ВВС вели войну в Намибии против повстанческого движения СВАПО. Во время войны в Анголе 1975—1976 министр обороны Бота и командующий вооружёнными силами ЮАР Магнус Малан настаивали на активном военном участии ЮАР и силовом свержении режима МПЛА. Ангольский конфликт они понимали как реализацию советского плана захвата Южной Африки и считали необходимым массированный отпор. Однако премьер-министр Балтазар Форстер и директор БОСС Хендрик ван ден Берг ограничили вмешательство и сравнительно быстро вывели из Анголы регулярные южноафриканские войска.
Между Ботой как военным министром и ван ден Бергом как начальником спецслужбы шла острая конкуренция за влияние, полномочия и финансирование ведомств. Премьер Форстер в этом противостоянии был на стороне ван ден Берга. Это приводило к серьёзным конфликтам между Ботой и Форстером.

## Глава правительства

### Начало преобразований
В 1977—1979 политическую систему ЮАР потряс коррупционный скандал в Министерстве информации — «афера Эшеля Руди». Балтазар Форстер вынужден был оставить пост премьер-министра. По результатам закрытого совещания руководства НП 9 октября 1978 года Питер Бота возглавил правительство ЮАР и Национальную партию. До 1980 года он сохранял за собой также министерство обороны, затем уступил этот пост Магнусу Малану. Политический тандем Бота—Малан создавал своеобразную «ось» правящего кабинета.
На премьерском посту от Боты ожидалось ужесточение общей политики и репрессивного курса. Однако он показал себя политиком более прагматичным, нежели Форстер. Довольно быстро Бота инициировал отмену некоторых второстепенных, но одиозных элементов апартеида. Были разрешены межрасовые браки, многорасовые организации, заметно смягчились бытовые ограничения для негритянского населения ЮАР, отменён ненавистный неграм пропускной порядок. Расширялись права традиционного племенного самоуправления (особенно зулу) в бантустанах. Был отправлен в отставку Хендрик ван ден Берг, репрессивная спецслужба БОСС расформирована и заменена аналитической структурой — Национальной службой разведки во главе с 30-летним профессором Нилом Барнардом.
В то же время жёстко подавлялась нелегальная оппозиция, прежде всего АНК и ЮАКП. Правительство либерализовало режим тюремного содержания Нельсона Манделы, но отказывалось его освободить.

### Внешнеполитические связи
Правительство Питера Боты позиционировало ЮАР прежде всего как «бастион антикоммунизма». На открытые рельсы было поставлено военно-политическое сотрудничество с ангольским повстанческим движением УНИТА. Жонас Савимби был личным другом Питера Боты. ЮАР оказывала активную поддержку также партизанам РЕНАМО в Мозамбике.
1 декабря 1981 года премьер-министр Бота сделал нашумевшее заявление о том, что в тюрьме Претории находится советский шпион Алексей Козлов. В мае 1982 года с согласия Боты, при участии разведслужб ФРГ был произведён обмен Козлова на десятерых разведчиков ФРГ, арестованных в ГДР и в СССР, и одного военнослужащего армии ЮАР, захваченного в плен в Анголе. Дипломатические отношения между ЮАР и СССР отсутствовали.
Антикоммунистический и антисоветский курс Боты вызывал благожелательное отношение американской администрации Рональда Рейгана и британского правительства Маргарет Тэтчер. Однако наладить полноценное сотрудничество было невозможно из-за международного бойкота ЮАР как расистского режима. Эта коллизия отразилась в ходе визитов Питера Боты в Великобританию и ФРГ в июне 1984 года.
Переговоры Боты с Тэтчер прошли в довольно напряжённой атмосфере. Британский премьер заявила о необходимости демонтажа апартеида и освобождения политзаключённых. Перед этим Тэтчер получила личные послания президента Танзании Джулиуса Ньерере и президента Замбии Кеннета Каунды — африканские партнёры просили британского премьера либо отказаться от встречи, либо проявить жёсткость в диалоге. Со своей стороны, Бота потребовал закрыть лондонское представительство АНК. Тэтчер отвечала, что британские законы не позволяют этого. Формально Тэтчер подняла также вопрос об освобождении Нельсона Манделы, хотя не акцентировала его. Бота ответил, что не имеет полномочий вмешиваться в судебные решения.
Политический скандал возник в ФРГ из-за переговоров о поставках в ЮАР западногерманских подводных лодок. Во время визита Боты летом 1984 года федеральный канцлер Гельмут Коль занимал в этом вопросе двойственную позицию. Оппозиционная СДПГ и либеральная СвДП выражали недовольство такого рода контактами. В то же время союзником Питера Боты в ФРГ являлся лидер западногерманских правоконсервативных сил Франц Йозеф Штраус.
16 марта 1984 года Питер Бота сделал неожиданный шаг: заключил с президентом Народной Республики Мозамбик Саморой Машелом Соглашение Нкомати о ненападении и добрососедстве. Этот шаг подчёркивал приоритетную ориентацию лидеров ЮАР и Мозамбика на африканские интересы, а не на идеологическую конфронтацию. Мозамбик обязался прекратить поддержку АНК и ПАК, ЮАР — поддержку РЕНАМО. Власти Мозамбика расценили эти переговоры как «встречу не друзей, но лидеров-реалистов». Бота отмечал совпадение позиций с Машелом (главой марксистского коммунистического режима). Машел (годом раньше называвший режим ЮАР «нацистско-фашистским») называл соглашение «победой мира и социализма». Однако «процесс Нкомати» не дал серьёзного эффекта.

### Конституционная реформа
Уже в первой половине 1980-х стала очевидной неизбежность серьёзных уступок и преобразований. В 1983 году Питер Бота огласил программу политических реформ. Новая конституция ЮАР вводила систему трёхпалатного парламента — для белых (Палата собрания), цветных (Палата представителей) и для индийцев (Палата делегатов). «Цветные» и индийцы впервые в истории Южной Африки допускались в законодательный орган. Чернокожие не получали парламентского представительства, но для них расширялась автономия бантустанов. Подтверждалась независимость Транскея, Сискея, Бопутатсваны, Венды.
Существенно изменялась структура исполнительной власти: пост премьер-министра (ранее ключевой) упразднялся, правительство переходило в прямое подчинение государственного президента с авторитарными полномочиями. Президент — не было сомнений, что этот пост займёт Питер Бота — становился главой государства и исполнительной власти, главнокомандующим вооружёнными силами, председателем Совета государственной безопасности. Президент пользовался исключительными прерогативами в принятии основных государственных решений. Избирался он не прямым голосованием, а парламентской коллегией выборщиков. Парламентская критика исполнительной власти при этом законодательно ограничивалась.
Конституционная реформа была противоречиво воспринята разными группами населения ЮАР. Большинство белой общины с доверием относилось к Питеру Боте и поддержало усиление его власти. «Цветные» и индийцы также положительно отнеслись к преобразованиям. Чернокожие активисты были возмущены очередным отказом в избирательных правах. Либеральные оппозиционеры из Прогрессивной федеральной партии считали реформу совершенно недостаточной. Ультраправая Консервативная партия, наоборот, требовала восстановления апартеида в прежнем виде. Осложнились отношения правительства с Брудербондом, во главе которого стоял тогда ультраконсервативный протестантский теолог Карл Бошофф.
14 сентября 1984 года Питер Бота был избран президентом ЮАР.

## Президентское правление

### «Речь Рубикон»
После одиннадцати месяцев президентства, 15 августа 1985 года, Питер Бота выступил в Дурбане с программной речью, которая получила название Rubicon-toespraak — Речь Рубикон. Выступлению предшествовало расширенное заседание правительства и руководства Национальной партии. Ожидалось, что будет провозглашена программа демократических реформ, постепенный демонтаж апартеида, освобождение Нельсона Манделы. Однако Бота выступил в противоположном ключе и фактически объявил о сохранении основ апартеида. Соглашаясь на умеренные уступки, он считал социально-политическое доминирование белой общины необходимым для стабильного развития ЮАР.

Партия выступает за справедливость и равноправие, за беспристрастное обеспечение прав всех групп населения. Но партия должна учитывать историческое наследие. Мы не готовы принять отживший, упрощенный и расистский подход, согласно которому Южная Африка состоит из белого меньшинства и чёрного большинства… Южная Африка освободилась от колониализма, демократия расширена, миллионы людей, которые никогда не имели права голоса в государственных делах при британском колониализме, имеют его сегодня.

Я знаю, что разумные южноафриканцы не принимают принцип «один человек — один голос». Это привело бы к господству одних над другими, это приведёт к хаосу. Следовательно, я отвергаю это. Четвёртая палата парламента также не является практичным решением, и я не думаю, что ответственные люди будут этого добиваться.

Позвольте мне быть совершенно откровенным… Я не готов вести белых южноафриканцев и другие группы меньшинств по пути самоотречения и самоубийства.

Наши враги, как внутри, так и вовне, стремятся разделить наш народ. Они пытаются создать непреодолимые различия между нами, чтобы помешать нам решить наши проблемы путём мирных переговоров. Они хотят захватить и монополизировать всю власть. Не должно быть никаких сомнений по поводу того, как они распорядятся этой властью. Их действия говорят громче, чем их слова.

Я слышу призывы освободить из тюрьмы господина Нельсона Манделу. Если господин Мандела обязуется не совершать актов насилия в политических целях, не планировать их и не подстрекать к ним, то в принципе я готов рассмотреть вопрос о его освобождении. Но позвольте напомнить общественности о причинах, по которым господин Мандела находится в тюрьме. Когда он предстал перед судом, тогдашний генеральный прокурор изложил следующее: «Обвиняемый умышленно планировал акты насилия и разрушения по всей стране с целью добиться хаоса в ЮАР».

Питер Виллем Бота, 15 августа 1985, «Речь Рубикон»

Кроме того, речь содержала отчёт об экономических успехах ЮАР, обещания диалога с «разумными и ответственными» представителями чернокожих, резкую критику в адрес СССР и Запада, которые «своей „помощью“ уничтожают Африку», пытаются навязать ЮАР чуждые ценности и разрушительную политику. Выступление Боты, которое видели и слышали в прямом эфире до 200 миллионов человек по всему миру, крайне разочаровало южноафриканскую оппозицию и международную общественность. Оно было понято как подтверждение приверженности апартеиду и отказ освободить Манделу.

### Сложности реформ

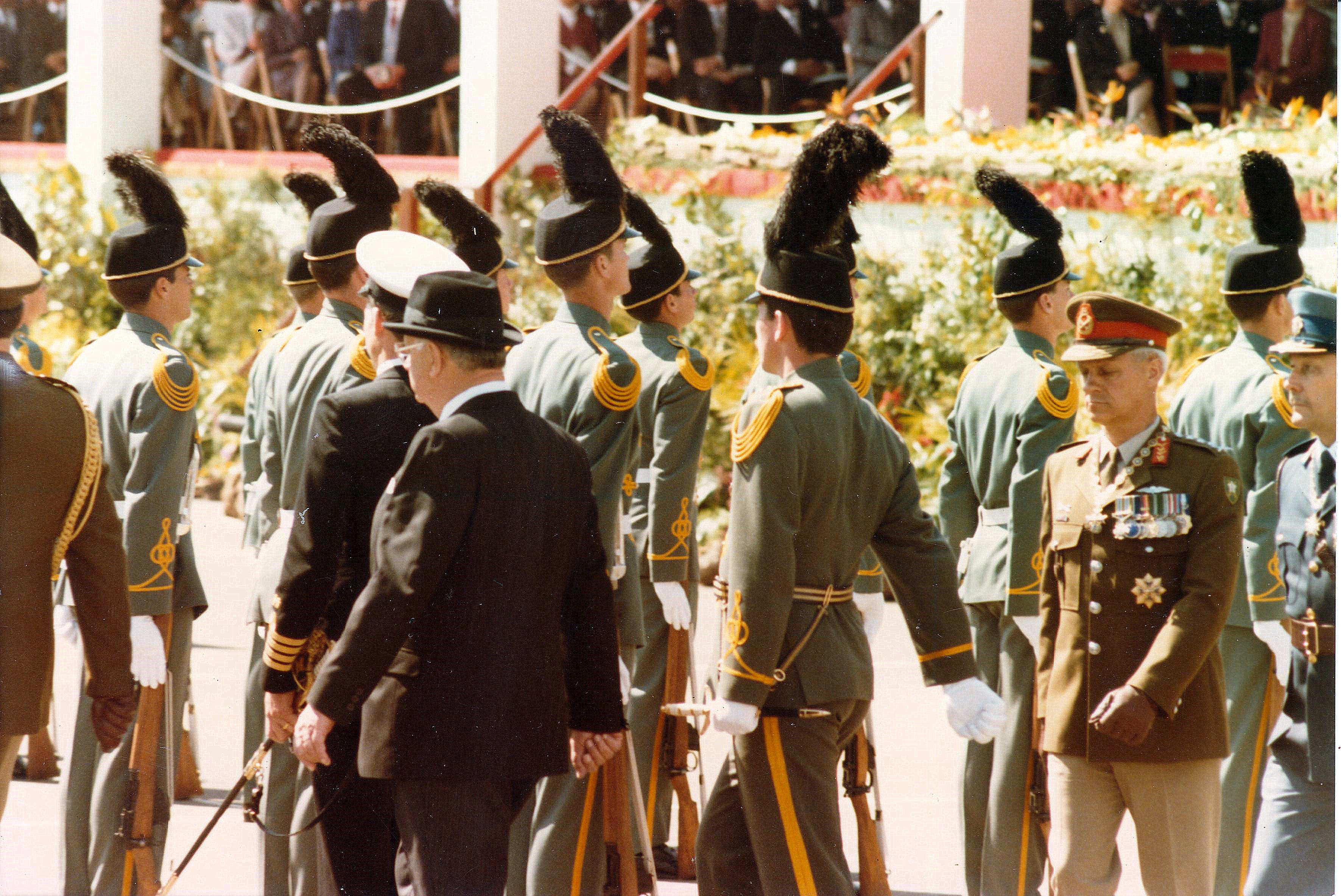
Бота инспектирует почётный караул вместе с генералом Констандом Фильюном

В ЮАР вспыхнули мощные протесты чёрного населения, в значительной степени направляемые АНК. В ответ Бота ввёл режим чрезвычайного положения. Уровень уличного насилия резко повысился. Для разгона антиправительственных демонстраций стали применяться армейские подразделения.
Ужесточилась международная изоляция ЮАР. Свёртывались иностранные инвестиции, резко упал курс рэнда, в 1985 году он достиг исторического минимума. 2 октября 1986 года Конгресс США ввёл специальный Comprehensive Anti-Apartheid Act — Всеобъемлющий закон против апартеида — устанавливающий самые жёсткие санкции с политическими условиями отмены.
Правительство Боты пыталось прорвать изоляцию расширением сотрудничества с африканскими государствами. Наиболее далеко зашли отношения между ЮАР и Мозамбиком после Соглашения Нкомати. В «Речи Рубикон» Бота ссылался на беседу с Машелом как внешнеполитический успех.
Экономические трудности вынудили Боту 5 февраля 1988 года объявить план «шоковой терапии», получивший название Bothanomics — Ботаномика. Вводился режим жёсткой бюджетной экономии, замораживались зарплаты в госсекторе, приватизировались госкомпании, централизовывалось финансовое управление, вводился налог на добавленную стоимость. В то же время дерегулировалась сфера производства, оказывалась государственная поддержка малому и среднему бизнесу, особенно чёрным предпринимателям.
Такие действия, особенно приватизация стратегических госкомпаний (электроэнергетической, транспортной, коммуникационной, металлургической) шли вразрез с традиционной экономической доктриной африканерского национализма. Однако объективное положение вынуждало к либерализации. Кроме того, министр финансов и главный экономический советник президента Баренд дю Плесси прямо заявлял, что неизбежная отмена апартеида должна сопровождаться перераспределением богатств в пользу чернокожих: «Люди, получившие политическую власть без экономической — часовая бомба революции». Таким образом, к концу правления Боты скорая ликвидация апартеида воспринималась как общее место — вопреки его собственной позиции. Таков был объективный результат десятилетия инициированных им реформ.

## Отставка
В марте 1985 года Питер Бота перенёс инсульт, после чего с ним произошли заметные психологические изменения. И прежде человек авторитарного склада, он стал совершенно нетерпимым к каким-либо возражениям, все свои решения считал окончательными, разговоры постоянно вёл на повышенных тонах. Окружающие стали опасаться общения с президентом. Существует мнение, что характер «Речи Рубикон» во многом определился указанными личностными особенностями Боты.
В руководстве Национальной партии сформировалась влиятельная группа, ориентированная на отстранение Боты от власти. Во главе внутрипартийной оппозиции стоял министр образования Фредерик де Клерк. Он и его сторонники, исходя из внутренней и международной обстановки, решились на демонтаж апартеида. Ещё в 1986 году Брудербонд, возглавленный реформаторски настроенным председателем Питером де Ланге, выступил за политический диалог с АНК, допущение чёрных политиков в правительство и даже за возможное избрание чернокожего президентом страны.
Важным фактором стала советская Перестройка и новая внешняя политика СССР. Советско-американские договорённости по локальным конфликтам, в том числе в Анголе и Намибии, стали приниматься без учёта позиции Претории. Сама южноафриканская политическая элита оказалась подвержена общемировому «перестроечному» тренду. Наконец, важным толчком к кардинальным реформам в ЮАР послужило фактическое военное поражение весной 1988 при Квито-Кванавале.
С середины января 1989 года значительно ухудшилось состояние здоровья 73-летнего Боты. Несколько недель обязанности президента исполнял министр конституционного развития Ян Хёйнис. 2 февраля Питер Бота оставил пост председателя Национальной партии. Своим преемником он назвал министра финансов дю Плесси, однако собрание партийного руководства утвердило на председательском посту де Клерка.
Месяц спустя партия выдвинула де Клерка на президентский пост. Однако Бота отказался уйти в отставку и даже высказался в том смысле, что намерен баллотироваться в 1990 году на новый срок. Последовали напряжённые переговоры в Кейптауне. 1 апреля де Клерк и Бота достигли компромисса — смена президента была назначена на сентябрь. Однако Питер Бота неожиданно подал в отставку 14 августа 1989 года.
Внезапное решение он мотивировал несогласием с действиями де Клерка, встретившегося с президентом Замбии Кеннетом Каундой. По словам Боты, эта встреча была недопустима, поскольку «АНК пользуется покровительством президента Каунды и планирует из Лусаки акции против Южной Африки». Однако настоять на своём Бота уже не мог.

## Частная жизнь и политические выступления
После отставки Питер Бота семнадцать лет жил в своём имении Die Anker, расположенном в Уилдернессе. Он редко выступал с публичными заявлениями, но в этих случаях критиковал политику реформ де Клерка. В марте 1992 года он призывал белое население ЮАР отвергнуть проект новой конституции, полностью отменяющий апартеид. Однако большинство белых южноафриканцев поддержали президента де Клерка.
Бота отказался давать показания Комиссии истины и примирения, расследующей политическое насилие времён апартеида. За этот отказ в 1998 году он был оштрафован и получил условный тюремный срок. В июне 1999 года он опротестовал приговор и добился оправдания.

Мы ненавидим британский империализм, мы ненавидим коммунизм, мы ненавидим эксплуатацию, и не будите льва в африканерах, ибо страшен их гнев.

Питер Бота

В одном из своих последних интервью Питер Бота утверждал, будто президент Мандела просил его вернуться в политику и вновь возглавить Национальную партию. Свою деятельность он характеризовал как борьбу с силами зла, захватывавшими Африку, критику апартеида — как пропаганду Запада и Востока, направленную на дезориентацию чернокожих.
При опросе 2004 года Питер Виллем Бота был включён в перечень «100 великих южноафриканцев» (87-е место), что было расценено как «шокирующий результат».

## Кончина и оценки
Скончался Питер Бота от сердечного приступа в возрасте 90 лет.

Для многих господин Бота останется символом апартеида. Но мы помним его за те шаги, которые он предпринял, чтобы проложить путь к мирному урегулированию в нашей стране.

Нельсон Мандела

Звучали и крайне негативные оценки его деятельности:

Я не буду проливать крокодиловы слёзы по Большому Крокодилу. Он был беспощаден. Он сажал людей в тюрьму. Детей расстреливали в 1976 году, когда он был министром обороны. Он использовал армию для оккупации посёлков. Он атаковал Анголу. Он оккупировал Намибию. Он дестабилизировал Мозамбик. Он бомбил Зимбабве. Он бомбил Замбию. Он говорил, будто защищает права человека, но отрицал эти права. Я не буду оплакивать его.

Денис Голдберг, белый активист ЮАКП и АНК, заключённый времён апартеида

Даже противники Питера Боты считают его исторической фигурой, крупным государственным деятелем.

Господин Бота принял бразды правления в трудное время нашей истории. Его заслуга состоит в том, что он осознал тщетность борьбы против справедливого и неизбежного. Он по-своему понял, что у южноафриканцев не было иной альтернативы, кроме как обратиться друг к другу.

Табо Мбеки

## Семейная жизнь
Питер Бота был дважды женат. С 1943 до своей кончины в 1997 году его женой была Анна Элизабет Бота (урождённая Россоу). В браке супруги Бота имели двух сыновей и трёх дочерей.
Второй брак Питер Бота заключил в 1998 году со своим секретарём-референтом Барбарой Робертсон.